# 被官
被官（ひかん）とは、
- 律令制下、日本の官制において上級官庁に附属する下級官庁ないし下級官庁に附属する官吏をいった。八省の下に属する寮や司、署、国司に属する郡司などがそれにあたる。（↔所管）
- 上級の武士に隷属する武士をいう。主に守護に従属する国人領主をいった。
- 江戸時代以前、地主（屋形）に附属する身分の低い百姓をいった。「譜代下人」を参照。
- 被官 (佐賀藩)

## 守護大名と被官
被官とは、当初は被官人ともいい、上級の官庁に附属する下部機関ないしその官僚を指す概念であった。転じて、室町時代以降、諸国の警察権を掌握していた守護が、鎌倉時代の地頭を出自とする国人を傘下に収め大名化し守護大名として成立すると、守護に従属する国人の地位を指す概念としても用いられた。その他にも国人領主にも庶家をはじめ土豪や地侍、有力百姓を被官としている場合もあり、一定の独立性を持った主従君臣関係未満の半従属化された者を指す概念としても用いられる。
守護の被官たる国人は独立した領主であり、朝廷から官位を受ける他、幕府の御家人、或いは荘園領主の庄官の地位も併有している場合が一般的であり、純粋な守護の家臣とは異なる。
中には、守護家より守護の代官たる守護代に任ぜられ、守護家の家臣となる場合や、守護家の圧力により臣下の礼をとった者もあるが、多くの国人領主はそれぞれが独立した存在であり、利害に応じて守護に随従したり他の守護家に寝返ったり、複数の国人と共同して国人一揆を形成、守護の軍令を拒否する場合もなきしもあらずであった。
守護同士の戦いの場合には、被官たる国人領主の力も大きく左右したため、被官が勝利に貢献する場合もあれば、敵対勢力に寝返ったために、戦況が変わる例が少なくなかった。
このように、室町時代における被官の地位は独立した自治権を有する勢力であったが、戦国時代に入ると、守護や守護代が次第に武力を以って他の被官国人を滅ぼし、または臣従させることで戦国大名と化し、国人領主の中にはそれまでの地位や自立性を失った者も少なくなかった。一方では、毛利氏のように守護の被官であった国人が守護や守護代の勢力を打倒して戦国大名として台頭する例もあり、多くの被官人たちはいずれの勢力に随従すべきか、或いは自分たちの自立性を如何に維持させるべきか、実力主義的な世相の中で翻弄されていった。
それでも、戦国時代を通じて被官として独立した地位を有する者もあったが、近世以降は、戦国大名または近世大名としての地位を勝ち得た者以外は、幕府又は大名の家臣として組み込まれていった。